# Jaguar Mark 2

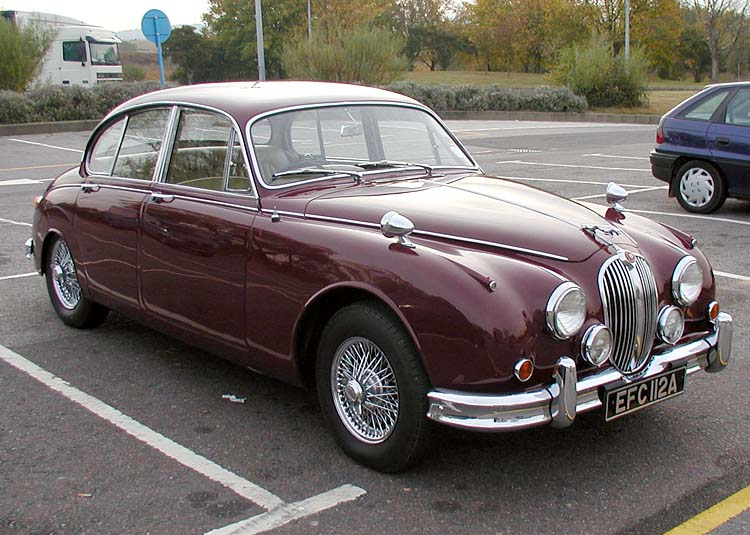
Jaguar Mark 2 3.4 Litre

O Jaguar Mark 2 é um automóvel sedã de médio porte produzido do final de 1959 a 1967 pela Jaguar em Coventry, Inglaterra. Doze meses antes do anúncio do XJ6, seria rebatizado Jaguar 240 e Jaguar 340. Os modelos anteriores da Jaguar, 2.4 Litre e 3.4 Litre, feitos entre 1955 e 1959 foram identificados como Mark 1 uma vez que a Jaguar produziu este modelo Mark 2.